# Modern Jazz Quartet
Il Modern Jazz Quartet è stato un gruppo musicale jazz fondato nel 1952 e composto da:
- John Lewis (1920-2001), pianoforte e direzione musicale;
- Milt Jackson (1923-1999), vibrafono;
- Percy Heath (1923-2005), contrabbasso;
- Kenny Clarke (1914-1985), batteria, poi sostituito nel 1955 da Connie Kay (1927-1994).

La formazione, che godette di grande notorietà, ebbe occasione di esprimersi in diversi stili (bebop, cool jazz, third stream) ma il suo tratto distintivo è lo stile contrappuntistico e classicheggiante di brani come Vendome e Fontessa. Per questo motivo, per le dichiarazioni in proposito di Lewis, e per la loro preferenza per uno stile di presentazione molto formale (il MJQ si esibiva in frac in sale da concerto tradizionali), i componenti del quartetto furono spesso accusati di voler piegare il jazz ad uno stile "bianco", essenzialmente non-jazz.

## Storia
Milt Jackson, Lewis e Clark suonavano già insieme in un quartetto al tempo in cui facevano parte dell'orchestra di Dizzy Gillespie, dal 1946 al 1950. Insieme a Ray Brown suonavano negli intermezzi previsti per dare tempo ai trombettisti di riprendere fiato dopo parti di notevole difficoltà. Questa formazione registrò col nome di Milt Jackson Quartet nel 1951.
Jackson e Lewis si dividevano il ruolo di direttore musicale ma talvolta Lewis prendeva in mano l'intera responsabilità di tale posizione.
Durante i suoi anni d'oro il gruppo spesso suonava con musicisti classici, ma il loro repertorio consisteva principalmente di standard del bop e dello Swing. Tra le principali composizioni originali del quartetto ricordiamo Django di Lewis (un tributo al chitarrista Belga Django Reinhardt), Afternoon in Paris sempre di Lewis e Bags' Groove di Jackson ("Bags" era il suo soprannome).
Il gruppo inizialmente firmò per la Prestige e più tardi negli anni '50 con la Atlantic. Verso la fine degli anni '60, in mezzo ai due periodi con la Atlantic, firmarono per la Apple, l'etichetta dei Beatles, e con questa pubblicarono due album: Under the Jasmine Tree (1967) e Space (1969).
Jackson lasciò il gruppo nel 1974, in parte perché tendeva ad un modo più "libero" di suonare, ed in parte perché era stanco di suonare per esigue somme di denaro (rispetto alle star del rock). Poiché non poteva continuare ad esistere il Modern Jazz Quartet senza le figure principali di Lewis e Jackson, il gruppo si sciolse. Nel 1981 il quartetto si riunì per suonare in alcuni festival, e in seguito stabilmente per sei mesi all'anno.
L'ultima registrazione del Modern Jazz Quartet risale al 1993. L'ultimo tour del Modern Jazz Quartet in Italia si tenne nel dicembre del 1995. In quell'occasione, al posto del già deceduto Connie Kay, il quartetto presentò alla batteria Albert Heath, il fratello di Percy.

## Lo stile
L'enigma del modo di suonare del quartetto era rappresentato dal fatto che ogni membro era in grado di sostenere brillanti improvvisazioni, ma nel complesso il gruppo si specializzò in una sorta di contrappunto barocco. Il loro approccio al jazz interessò i promotori che sponsorizzarono i loro concerti durante gli anni '50. Ogni esibizione consisteva di diversi gruppi, dal diverso stile; il Modern Jazz Quartet rappresentava un unicum, in quanto nessun altro gruppo possedeva il loro modo di suonare. Inoltre si differenziava anche per l'abbigliamento dei componenti, molto più elegante di quello della gran parte degli altri jazzisti.
Il gruppo suonava dai blues alle fughe, ma il risultato era ancora più stuzzicante quando si considerava il potenziale improvvisativo di ogni componente. Il loro disco più venduto, "Django", evidenzia il loro approccio neoclassico alla polifonia.

## Discografia
Album in studio
- 1953 – The Modern Jazz Quartet (Prestige Records, PRLP-160)
- 1955 – The Modern Jazz Quartet (Prestige Records, PRLP-170)
- 1956 – Concorde (Prestige Records, PRLP-7005)
- 1956 – The Quartet (Savoy Records, MG-12046) pubblicato anche con il titolo Modern Jazz Quartet (Savoy Records, MG-12046)
- 1956 – Fontessa (Atlantic Records, LP 1231)
- 1956 – Django (Prestige Records, PRLP-7057)
- 1957 – The Modern Jazz Quartet (Atlantic Records, LP 1265)
- 1958 – The Modern Jazz Quartet Plays One Never Knows (Original Film Score for ''No Sun in Venice'') (Atlantic Records, LP 1284)
- 1959 – Music from Odds Against Tomorrow (United Artists Records, UAL 4063/UAS 5063) ripubblicato nel 1960 con il titolo di Patterns (United Artists Records, UAL 4072/UAS 5072)
- 1960 – Pyramid (Atlantic Records, LP/SD 1325)
- 1960 – Third Stream Music (Atlantic Records, LP/SD 1345) con 2 brani Live
- 1961 – The Modern Jazz Quartet and Orchestra (Atlantic Records, LP/SD 1359)
- 1962 – Lonely Woman (Atlantic Records, LP/SD 1381)
- 1962 – The Comedy (Atlantic Records, LP/SD 1390)
- 1964 – The Sheriff (Atlantic Records, LP/SD 1414)
- 1964 – Collaboration: The Modern Jazz Quartet with Laurindo Almeida (Atlantic Records, LP/SD 1429)
- 1965 – The Modern Jazz Quartet Plays Gershwin's Porgy and Bess (Atlantic Records, LP/SD 1440)
- 1966 – Jazz Dialogue (Atlantic Records, LP/SD 1449)
- 1966 – Encounter: The Swingle Singers Perform with The Modern Jazz Quartet (Philips Records, P 633 320 L) pubblicato anche con il titolo di Place Vendôme
- 1968 – Under the Jasmin Tree (Apple Records, SAPCOR 4) pubblicato in UK
- 1969 – Space (Apple Records, SAPCOR 10)
- 1971 – Plastic Dreams (Atlantic Records, SD 1589)
- 1972 – The Legendary Profile (Atlantic Records, SD 1623)
- 1974 – Blues on Bach (Atlantic Records, SD 1652)
- 1974 – In Memoriam (Little David Records, LD 3001)
- 1984 – Echoes (Pablo Records, D 2312-142)
- 1985 – Topsy: This One's for Basie (Pablo Records, 2310-917)
- 1987 – Three Windows (Atlantic Jazz Records, 81761-1)
- 1988 – For Ellington (East-West Records, 90926)
- 1994 – MJQ & Friends: A 40th Anniversary Celebration (Atlantic Records, 82538 2)

Live
- 1956 – The Modern Jazz Quartet at the Music Inn (Atlantic Records, LP 1247)
- 1959 – The Modern Jazz Quartet at Music Inn/Volume 2 Guest Artist: Sonny Rollins (Atlantic Records, LP 1299)
- 1961 – The European Concert (Atlantic Records, LP/SD 2-603)
- 1962 – European Concert: Volume One (Atlantic Records, LP/SD 1385) brani live gia' pubblicati sull'album Atlantic Records LP 2-603
- 1962 – European Concert: Volume Two (Atlantic Records, LP/SD 1386) brani live gia' pubblicati sull'album Atlantic Records LP 2-603
- 1966 – Blues at Carnegie Hall (Atlantic Records, LP/SD 1468)
- 1967 – Live at the Lighthouse (Atlantic Records, LP/SD 1486)
- 1969 – Club Concert (Atlantic Records, ATL LP 08029) Live, pubblicato in Italia
- 1971 – Concert (Philips Records, 6850 007) pubblicato in UK
- 1975 – The Last Concert (Atlantic Records, SD 2-909) 2 LP
- 2000 – 1953: An Exceptional Encounter (The Jazz Factory, JFCD22814) con Ben Webster
- 1975 – At Birdland (Joker Records, SM 3785) pubblicato in Italia
- 1975 – Concert in Japan Vol. 1 (Atlantic Records, P-4517A) pubblicato in Giappone
- 1975 – Concert in Japan Vol. 2 (Atlantic Records, P-4518A) pubblicato in Giappone
- 1977 – More from the Last Concert (Atlantic Records, ATL 50 407) Pubblicato in Germania
- 1981 – Reunion at Budokan 1981 (Atlantic Records, 251210-1)
- 1982 – Together Again! Live at the Montreux Jazz Festival (Pablo Live Records, 28MJ 3212) pubblicato in Giappone
- 1985 – Longing for the Continent (Lester Recording Catalog, YX-7359-SL) registrazioni radio a Parigi, pubblicato in Giappone
- 1990 – Live and at Its Best (Point Production, 2620552) pubblicato nei Paesi Bassi
- 1995 – Dedicated to Connie (Atlantic Records, 82763-2) 2 CD

Split
1957- Cocnorde (Prestige Records, Prestige 1) Modern Jazz Quartet/The Milt Jackson Quartet (album registrato a 16 giri)
- 1957 – M J Q (Prestige Records, PRLP-7059) a nome Modern Jazz Quartet/Milt Jackson Quintet
- 1959 – Modern Jazz Quartet & Oscar Peterson at the Opera House (Verve Records, MGV 8269) a nome The Modern Jazz Quartet and The Oscar Peterson Trio
- 1964 – A Quartet Is a Quartet Is a Quartet (Atlantic Records, SD 1420) a nome The Modern Jazz Quartet, Quartetto di Milano, The Hungarian Gypsy Quartet
- 1966 – Mr. Blues/Lonely Woman (Atlantic Records, SD 1381) a nome Hank Crawford The Modern Jazz Quartet
- 1976 – Sessions, Live (Calliope Records, CAL 3027) a nome Modern Jazz Quartet and Chico Hamilton
- 1977 – The Historic Donaueschingen Jazz Concert 1957 (MPS Records, MPS 15 479) pubblicato nei Paesi Bassi, a nome The Eddie Sauter Big Band, André Hodeir et son Jazz Group de Paris, The Modern Jazz Quartet

Raccolte
- 1956 – Sonny Rollins with The Modern Jazz Quartet (Prestige Records, PRLP-7029)
- 1965 – The Modern Jazz Quartet Plays for Lovers (Prestige Records, PRLP/PRST 7421)
- 1966 – The Modern Jazz Quartet Plays Jazz Classics (Prestige Records, PRLP/PRST 7425)
- 1973 – The Art of Modern Jazz Quartet (The Atlantic Years) (Atlantic Records, SD 2-301) 2 LP
- 2001 – La Ronde Suite (Past Perfect Records, 205762 203)
- 2003 – The Complete Modern Jazz Quartet Prestige & Pablo Recordings (Prestige/Pablo Records, 4PRCD4438-2) 4 CD
- 2010 – The MJQ in the Movies (Giant Steps Records, GSCR 033) pubblicato in UK
- 2011 – The Complete Atlantic Studio Recordings of The Modern Jazz Quartet 1956-64 (Mosaic Records, MD7-249) 7 CD, comprende gli LP: Fontessa, The Modern Jazz Quartet at Music Inn, The Modern Jazz Quartet, One Never Knows (No Sun in Venice), The Modern Jazz Quartet at Music Inn Volume 2, Pyramid, Third Stream Music, The Modern Jazz Quartet and Orchestra, The Comedy, Lonely Woman, The Sheriff, A Quartet Is a Quartet Is a Quartet, The Alternate Takes, Collaboration, The Modern Jazz Quartet Plays George Gershwin's Porgy and Bess
- 2012 – Original Album Series (Atlantic Records, 8122797197) 5 CD

Bootleg
- ? – Classic Concepts (Alto Records, AL 716) registrazioni live al Birdland di New York del gennaio 1955